# Lijst van schaatsrecords 10.000 meter vrouwen
Dit is een overzicht van de ontwikkeling van de schaatsrecords op de 10.000 meter vrouwen

## Ontwikkeling wereldrecord 10.000 meter (officieus)
| Nr. | Naam                     | Land                           | Tijd       | Datum            | Baan       |
| --- | ------------------------ | ------------------------------ | ---------- | ---------------- | ---------- |
| 1.  | Zofia Nehringowa         | Polen                          | 23.48,5    | 30 december 1935 | Wenen      |
| 2.  | Elzbietha Niemczyk       | Polen                          | 22.46,4    | 10 februari 1953 | Zakopane   |
| 3.  | Mai Valdin               | URS                            | 21.43,9    | 22 maart 1964    | Nelijärve  |
| 4.  | Alida Pasveer            | Nederland                      | 19.48,3    | 4 maart 1980     | Groningen  |
| 5.  | Nancy Swider-Peltz       | Verenigde Staten               | 17.37,5    | 16 maart 1980    | Savalen    |
| 6.  | Marieke Stam             | Nederland                      | 17.20,0    | 11 maart 1984    | Alkmaar    |
| 7.  | Ineke Kooiman-van Homoet | Nederland                      | 16.56,8    | 16 maart 1984    | Haarlem    |
| 8.  | Bjørg Eva Jensen         | Noorwegen                      | 16.49,82   | 7 maart 1985     | Savalen    |
| 9.  | Andrea Ehrig             | Duitse Democratische Republiek | 16.27,8    | 11 maart 1987    | Chemnitz   |
| 10. | Grietje Mulder           | Nederland                      | 15.56,81   | 16 maart 1988    | Heerenveen |
| 11. | Yvonne van Gennip        | Nederland                      | 15.25,25   | 19 maart 1988    | Heerenveen |
| 12. | Hiromi Yamamoto          | Japan                          | 15.01,95   | 27 maart 1994    | Calgary    |
| 13. | Gunda Niemann            | Duitsland                      | 14.22,60   | 28 maart 1994    | Calgary    |
| 14. | Clara Hughes             | Canada                         | 14.19,73 * | 11 maart 2005    | Calgary    |
| 15. | Martina Sáblíková        | Tsjechië                       | 14.08,28 * | 23 maart 2006    | Calgary    |
| 16. | Martina Sáblíková        | Tsjechië                       | 13.48,33 * | 15 maart 2007    | Calgary    |

* → gereden met de klapschaats

## OntwikkelingNederlandsrecord 10.000 meter (niet officieel erkend)
| Nr. | Naam                     | Tijd       | Datum           | Baan       |
| --- | ------------------------ | ---------- | --------------- | ---------- |
| 1.  | Gré Donker               | 21.52,1    | 27 januari 1972 | Amsterdam  |
| 2.  | Alida Pasveer            | 19.48,3    | 4 maart 1980    | Groningen  |
| 3.  | Marieke Stam             | 17.20,0    | 11 maart 1984   | Alkmaar    |
| 4.  | Ineke Kooiman-van Homoet | 16.56,8    | 16 maart 1984   | Haarlem    |
| 5.  | Grietje Mulder           | 15.56,81   | 16 maart 1988   | Heerenveen |
| 6.  | Yvonne van Gennip        | 15.25,25   | 19 maart 1988   | Heerenveen |
| 7.  | Carla Zijlstra           | 14.39,22   | 17 maart 1997   | Calgary    |
| 8.  | Carien Kleibeuker        | 14.35,61 * | 13 maart 2018   | Heerenveen |

* → gereden met de klapschaats